# Chi l'ha visto?
Chi l'ha visto? è un programma televisivo italiano di genere investigativo, criminologico e rotocalco, dedicato alla ricerca di persone scomparse e ai misteri insoluti, in onda il mercoledì in prima serata su Rai 3 e condotto da Federica Sciarelli. In onda dal 30 aprile 1989, risulta essere il sesto programma più longevo trasmesso sul terzo canale della Rai. Il programma va in onda dallo studio 2 Angelo Guglielmi del Centro di produzione TV Raffaella Carrà a Roma.

## Storia

### L'esordio con Donatella Raffai e Paolo Guzzanti
La trasmissione riprende il formato della rubrica Dove sei? del programma Portobello di Enzo Tortora, descrivendo casi di persone scomparse o allontanatesi da casa senza più contattare i familiari e mettendo a disposizione del pubblico un numero telefonico per cercare di ottenere informazioni o indizi utili per il ritrovamento o per la ricostruzione dei fatti. Tale numero è lo 06/8262 (sostituito esclusivamente per le stagioni 1989-1990 e 1990-1991 dai numeri 0769/7399, 06/8896910, 06/3613147), inizialmente utilizzato anche da altre trasmissioni di approfondimento giornalistico della Rai 3 dell'epoca, ovvero Telefono giallo, Linea rovente, Camice bianco, Parte civile e 8262 (che assieme a Chi l'ha visto? facevano parte del ciclo Chiama in diretta RAITRE).
La prima puntata di Chi l'ha visto? andò in onda il 30 aprile 1989 con la conduzione di Paolo Guzzanti e Donatella Raffai. Il programma era curato da Lio Beghin, le ricostruzioni filmate erano realizzate da Fiore De Rienzo e la regia affidata ad Eros Macchi.

### Il successo con la riconferma di Donatella Raffai e l'arrivo di Luigi Di Majo
Nell'autunno successivo Guzzanti venne sostituito da Luigi Di Majo che affiancò la Raffai per le stagioni 1989-90 e 1990-91: queste due edizioni furono particolarmente fortunate, con ascolti che arrivarono a toccare gli 8 milioni di telespettatori. Inoltre nel 1990 Chi l'ha visto? si aggiudicò l'Oscar TV come Programma televisivo dell'anno ed un Telegatto come miglior programma d'utilità sociale. Inoltre, grazie al successo ottenuto dalla trasmissione, la presentatrice Donatella Raffai vinse sia il Telegatto che l'Oscar TV come personaggio televisivo femminile dell'anno. Il successo fu tale, che nella stagione 1990-1991 venne proposto un doppio appuntamento settimanale, alla domenica con la coppia Di Majo e Raffai, e al venerdì con la conduzione in solitaria di quest'ultima. La Raffai, ispirandosi alla trasmissione, fu anche autrice di due libri: il primo intitolato proprio Chi l'ha visto? pubblicato dalla Eri edizioni Rai nel 1990 e il secondo intitolato Scomparsi edito dalla Rizzoli nel 1991. Nell'estate del 1991 viene realizzata una versione quotidiana in onda dalle 20.20 alle 20.30 dal 1º luglio al 2 agosto nella quale viene proposto un ciclo di ministorie.

### L'arrivo di Alessandra Graziottin e il calo di ascolti
Nel 1991-1992 Lio Beghin abbandonò il programma che venne così affidato a Pier Giuseppe Murgia, il quale gli diede una impostazione maggiormente giornalistica; a condurre questa edizione furono Luigi Di Majo e Alessandra Graziottin che sostituì la Raffai, passata a condurre il nuovo programma Parte Civile; per il secondo anno consecutivo Chi l'ha visto? si aggiudicò il Telegatto nella categoria TV utile. In questa stagione si registrò però un notevole calo degli ascolti.

### Il ritorno di Donatella Raffai e il ritrovato successo
Dal 19 gennaio 1993 la conduzione tornò alla Raffai, che riportò il programma al successo e legò in modo indissolubile il suo volto alla trasmissione. A quell'epoca i casi si chiudevano con il ritrovamento delle persone e venivano abbandonati inesorabilmente anche quando a essere scoperto era solo un cadavere: indagini su eventuali delitti esulavano dalla sfera del programma, che si occupava solo di scomparse.

### L'arrivo di Giovanna Milella e l'estensione ai casi di cronaca
Dalla stagione 1993-1994, dopo la soppressione della trasmissione Telefono giallo di Corrado Augias, Chi l'ha visto? estese il suo campo di indagine anche a casi di delitti irrisolti o dubbi e a inchieste di cronaca, trascurando però, in qualche misura, i casi di scomparsa. Quest'idea fu, tuttavia, oggetto di molte critiche da parte del pubblico tant'è che per risolvere il problema venne realizzato uno spin-off di Chi l'ha visto? intitolato Indagine, in onda dal 2 settembre al 18 dicembre 1995 per 12 puntate al lunedì sera, nel quale ci si occupava dei casi di cronaca. Alla guida di entrambi i programmi la giornalista Giovanna Milella, che nella primavera 1994, dopo una pausa dovuta alle elezioni e alle festività pasquali, aveva sostituito la Raffai.

### La conduzione di Marcella De Palma

Marcella De Palma alla conduzione del programma

Dal 30 settembre 1997 la conduzione di Chi l'ha visto? passò a Marcella De Palma, che riportò il focus della trasmissione sui casi di scomparsa chiudendo Indagine. Con la sua esperienza da reporter di guerra e con uno stile professionale e appassionato, De Palma riuscì a far breccia tra il pubblico tanto che, a 7 anni dall'ultima vittoria nella primavera 1999, il programma vinse nuovamente il Telegatto nella categoria TV utile. Il 21 dicembre 1999, a ridosso delle vacanze di Natale, Marcella De Palma salutò i telespettatori dando appuntamento a gennaio dopo la consueta pausa festiva. L'11 gennaio, nonostante il comunicato stampa del programma annunciasse la ripresa della messa in onda, il programma non venne trasmesso e fu sostituito all'ultimo momento da un film. La trasmissione non andò in onda neppure nelle settimane successive, e tornò in video solo la sera del 1º febbraio, con la conduzione in studio dei principali quattro inviati del programma: Fiore De Rienzo, Tiziana Panella, Pino Rinaldi e Filomena Rorro. La spiegazione del repentino cambio della guardia era tristemente dovuta alla malattia che aveva colpito De Palma, impedendole di proseguire il suo lavoro in trasmissione e portandola alla morte l'8 marzo 2000. I quattro inviati condussero il programma fino all'ultima puntata della stagione, in onda il 24 luglio.

### La conduzione di Daniela Poggi
Il 26 settembre 2000, la conduzione venne affidata a Daniela Poggi; la scelta caduta sull'attrice ed ex-modella fu oggetto di molte critiche da parte di pubblico e critica inerenti al fatto che una trasmissione del genere non fosse adatta nei contenuti a un'ex soubrette, ma più consona a un giornalista professionista: Poggi, riuscendo però a dimostrare una grande professionalità e un tono cordiale ed elegante, mise a tacere le voci critiche riguardanti il suo ingaggio e rimase alla conduzione del programma per quattro edizioni, fino al 19 luglio 2004.

### La conduzione di Federica Sciarelli
Dal 13 settembre 2004, il programma è condotto dalla giornalista ed ex conduttrice del TG3 Federica Sciarelli (che dal 2009 è anche autrice della trasmissione); sotto la sua conduzione e la sua guida, il programma ha avuto una notevole virata nei temi trattati: oltre alle storie di scomparsa, è stato dato di nuovo un considerevole spazio alle inchieste su famosi casi irrisolti di cronaca italiana come il massacro del Circeo, il rapimento di Emanuela Orlandi e Mirella Gregori, il delitto di Simonetta Cesaroni, il caso del Mostro di Firenze, l'uccisione di Ilaria Alpi, le vicende della Banda della Magliana, la ricerca dei superlatitanti di Cosa Nostra Bernardo Provenzano e Matteo Messina Denaro fino alle più recenti inchieste sui delitti di Elisa Claps, Sarah Scazzi, Yara Gambirasio, Melania Rea, Lucia Manca, Elena Ceste e Gilberta Palleschi (questi ultimi partiti come casi di scomparsa, poi rivelatisi omicidi). Sciarelli – giorno dopo giorno – lavora a un programma di cronaca dall'impronta inequivocabilmente giornalistica. Partecipa ad ogni dettaglio della costruzione di un nuovo Chi l'ha visto?, stringe forti rapporti con i familiari degli scomparsi: dagli Orlandi ai Claps. Federica Sciarelli è la front-woman di un gruppo di giornalisti di provata esperienza, infatti ognuno di loro è inserito nei titoli di testa del programma: Pino Rinaldi, Gianloreto Carbone, Fiore Di Rienzo, Paola Grauso e Pino Nazio.
Grazie al lavoro degli inviati del programma si è arrivati, in alcuni casi, addirittura a fare riaprire le indagini della magistratura su dei fatti che erano rimasti irrisolti per moltissimi anni. Tale cambiamento è stato però oggetto di molte critiche da parte di alcuni spettatori della trasmissione che accusano la Sciarelli di aver tradito la funzione per cui il programma è nato, ossia la ricerca di persone scomparse. Tale disappunto è stato manifestato anche da alcuni inviati storici del programma come Filomena Rorro, Ilaria Mura, Lucilla Masucci, Rita Pedditzi e Fiore De Rienzo e l'autore storico Pier Giuseppe Murgia che, proprio per questo, hanno preferito lasciare la trasmissione (Ilaria Mura, Rita Pedditzi e Filomena Rorro hanno incominciato a collaborare con Quarto grado, trasmissione analoga a Chi l'ha visto? in onda su Rete 4, mentre De Rienzo è tornato, in seguito, a lavorare nella trasmissione; nel 2018 sono ritornate nel cast del programma anche Filomena Rorro e Raffaella Notariale); nonostante tali critiche la trasmissione ha continuato a essere molto apprezzata e seguita.
Accanto ai fatti di cronaca viene sempre comunque riservato un grande spazio al seguito dei casi di scomparsa, come quelli di Ylenia Carrisi e Roberta Ragusa, con particolare attenzione a quelli riguardanti la sparizione di minori (tra i quali le già citate Emanuela Orlandi e Mirella Gregori, Angela Celentano, Denise Pipitone, le gemelline svizzere Alessia e Livia Schepp, Ottavia De Luise, Pasqualino Porfidia e molti altri).
Nel 2011 il programma si è aggiudicato il Premio Regia Televisiva nella categoria Top Ten (i dieci migliori programmi della stagione televisiva 2010-2011). La puntata del 22 giugno 2011 ha ottenuto lo share migliore dal 1991: 20,37%.
Nello stesso anno la Eri edizioni Rai pubblica il libro Storie di Chi l'ha visto? scritto dai vari giornalisti che lavorano nel programma che raccontano i casi più famosi seguiti negli anni dalla trasmissione.
Nel luglio 2012 un nuovo lutto colpisce la trasmissione: Patrizia Belli, regista del programma sin dal 30 settembre 1997 (quando subentrò a Claudia Caldera), muore a causa di una malattia. Federica Sciarelli e tutti i giornalisti della redazione le rendono omaggio con un filmato all'inizio della puntata successiva ai suoi funerali. La Belli viene sostituita alla regia del programma da Simonetta Morresi.
Nella stagione 2013-2014 si registra la defezione di alcuni inviati del programma che passano alla nuova trasmissione rivale Linea gialla in onda su LA7, soppressa dopo poco tempo per bassi ascolti.
Nell'estate del 2014, nel periodo in cui la normale trasmissione non va in onda con la consueta edizione, viene trasmessa, sempre in prima serata, Chi l'ha visto? - Storie condotto da Pino Rinaldi, una sorta di approfondimento di storie già trattate in trasmissione e che, incominciate come semplici casi di scomparsa, si sono trasformate negli anni in veri e propri gialli. Tale versione estiva viene trasmessa anche nel 2015, sempre al mercoledì. Nel novembre 2015, il programma riporta all'attenzione mediatica un delitto che era rimasto irrisolto diversi anni prima, l'omicidio di Gabriella Bisi. Nell'estate del 2016, al termine della consueta edizione, vengono trasmesse quattro puntate strutturate con filmati di lunga durata e con un taglio più cinematografico, intitolate Speciale Chi l'ha visto?.
Dalla stagione 2016-2017, oltre al consueto appuntamento serale del mercoledì, incomincia ad andare in onda anche una striscia quotidiana del programma della durata di 20 minuti, Chi l'ha visto? 12:25 in onda su Rai 3 dal lunedì al venerdì alle ore 12:25 (da qui il titolo), in cui vengono quotidianamente aggiornati, attraverso collegamenti e segnalazioni, tutti i casi seguiti dal programma, oltre che a ospitare appelli di scomparsa e notizie su eventuali ritrovamenti; tale striscia quotidiana è stata condotta nella prima puntata dalla stessa Federica Sciarelli, e in seguito dagli inviati principali del programma a rotazione. Nella stagione successiva tale appuntamento quotidiano viene anticipato alle 11:30 e dunque rinominato Chi l'ha visto? 11:30.
Nella stagione 2019-2020 viene cancellata la striscia quotidiana e rimane confermato l'appuntamento del mercoledì sera. Mercoledì 18 marzo 2020 il programma non va in onda poiché in una puntata speciale dedicata alla pandemia di COVID-19, in onda venerdì 13 marzo, la conduttrice Federica Sciarelli e parte della redazione sono entrati in contatto con un ospite in seguito rivelatosi positivo al virus. Il programma torna regolarmente in onda la settimana successiva.
Nella stagione 2023-2024, nonostante la cessazione definitiva dell'emergenza COVID-19 (ufficializzata il 5 maggio 2023 dall'OMS tramite comunicato), continua ad andare in onda senza la presenza del pubblico (assente da marzo 2020), che in passato era solito accomodarsi su una piccola tribunetta presente all'interno dello studio. Dalla stagione 2024-2025 viene parzialmente rinnovato lo studio con l'eliminazione definitiva della tribunetta.

### Il sito del programma
Il sito di Chi l'ha visto? contiene tutte le informazioni sulle persone scomparse, foto comprese, e i cui appelli sono stati lanciati dalla trasmissione nel corso degli anni oltre a molti filmati tratti dalle puntate trasmesse in televisione.
È costantemente aggiornato su tutti i casi di scomparsa che la trasmissione segue e pubblica notizie sulle novità nelle indagini ed eventuali avvistamenti.

## Struttura del programma

### Telefonate in diretta
Una parte integrante della trasmissione, fin dalla prima puntata, è stata quella delle telefonate in diretta dei telespettatori, che riportavano segnalazioni e avvistamenti interloquendo direttamente con il conduttore (ovviamente dopo essere state filtrate da una redazione). Ciò era particolarmente evidente nelle prime edizioni in cui, oltre a sentire fisicamente gli squilli dopo il lancio di un caso, i telefoni con alcune addette a rispondere erano visibili in una stanza con parete di vetro dietro i conduttori. Capitava quindi che a volte si riuscisse a ritrovare le persone anche in diretta, magari, per esempio, quando un ospedale telefonava riconoscendo un ospite senza nome in uno dei ricercati dal programma; in alcuni casi poteva essere lo stesso ricercato a telefonare in diretta, magari confessando un allontanamento volontario. Una delle telefonate più clamorose del programma fu quella con cui una donna, il 19 novembre 1989, fece ritrovare in diretta, con successivo intervento delle forze dell'ordine, il camper della famiglia Carretta, scomparsa da mesi.

### Ricostruzioni filmate e servizi giornalistici
Un elemento tipico delle prime edizioni era quello delle ricostruzioni filmate dei casi seguiti. Queste mostravano le circostanze della scomparsa e venivano girate inizialmente usando degli attori somiglianti alle persone ricercate, i quali spesso erano scelti tra gli stessi familiari, amici o conoscenti della persona scomparsa; ci si accorse però che tale usanza, per quanto scenica, finiva però per depistare le ricerche in quanto lo spettatore tendeva naturalmente a memorizzare il volto osservato nella ricostruzione, piuttosto che quello del vero scomparso, le cui generalità erano date brevemente in schede con foto alla fine dei filmati. A ciò si rimediò, nelle edizioni successive, evitando di mostrare il volto degli attori che interpretavano le persone scomparse durante le ricostruzioni.
Poi, in seguito all'arrivo di Pier Giuseppe Murgia tra gli autori del programma, si decise di sostituire queste ricostruzioni drammatizzate con dei filmati dal taglio di reportage giornalistici che ricostruiscono la vita della persona scomparsa (cercando così di comprendere i motivi che l'abbiano potuta portare ad allontanarsi) anche attraverso le interviste con parenti, amici, colleghi di lavoro e conoscenti della persona ricercata; durante questi servizi vengono mostrate più volte una o più foto recenti della persona ricercata.
Recentemente sono tornate a essere di nuovo utilizzate dal programma anche le ricostruzioni filmate, ma solamente per specifiche situazioni: per la ricostruzione di un caso di omicidio (dove dunque non c'è nessuna persona da rintracciare) e nelle storie di scomparsa di lungo corso ovvero quei casi che non richiedono da parte dei telespettatori una memorizzazione delle fattezze fisiche della persona scomparsa in quanto sicuramente cambiate nel corso degli anni.

### Presenze in diretta
Un altro elemento portante del programma è poi la presenza in studio, o tramite collegamenti in diretta, dei familiari degli scomparsi. Essi sono intervistati dal conduttore per chiedere direttamente le circostanze della scomparsa, la descrizione dei ricercati, lanciare appelli, confermare o meno le ipotesi nate dalle segnalazioni delle telefonate in diretta.

### Il mix e la conduzione
Questi tre ingredienti fondamentali sono stati dosati in maniera diversa nelle diverse serie del programma, il tutto amalgamato e bilanciato dalla sensibilità del conduttore, dalle sue scelte e da quelle degli autori. Federica Sciarelli, ad esempio, accanto alla presenza ormai preponderante dei servizi giornalistici, ha posto spesso l'accento sui contributi in diretta, stabilendo spesso un contatto personale con i familiari di alcuni casi, in studio o in collegamento, e procedendo talvolta a vere e proprie interviste in diretta di testimoni; le telefonate in studio dei telespettatori, invece, sono oggi un elemento piuttosto desueto, usato ormai molto raramente, a differenza di quanto avveniva al tempo di Donatella Raffai, quando l'intera conclusione del programma era legata al contributo diretto del pubblico.
Una caratteristica invece che la trasmissione italiana ha di solito evitato, rispetto a programmi simili di televisioni estere, è quello di filmare il ricongiungimento dello scomparso, una volta ritrovato, con i familiari e i cari. In questo senso l'edizione italiana ha sempre manifestato un taglio molto sobrio e giornalistico, mai melodrammatico, chiudendo i casi al momento del ritrovamento e lasciando solitamente fuori dalla telecamera tutto il seguito, almeno nei casi più correnti, fatto salvo magari un ringraziamento nel caso in cui si abbiano i familiari in studio o collegati in diretta.
Nei primi anni il programma aveva un taglio più strettamente d'intrattenimento, meno scrupoloso e meno investigativo che oggi: ad esempio le segnalazioni in diretta non venivano tracciate e solo se lo spettatore decideva di lasciare un recapito si procedeva, a volte, a verificarle in un secondo momento. I casi venivano seguiti quel tanto che bastava per sollecitare un aiuto da parte del pubblico, talvolta interrompendosi bruscamente quando si usciva dal tema del programma, ad esempio perché uno scomparso veniva ritrovato morto. Ciò comportava che la trasmissione avesse raramente legami diretti con le indagini investigative delle forze dell'ordine, legami che invece con il tempo si sono sviluppati e consolidati tanto che oggi il ritrovamento di un cadavere non comporta più la fine del seguito di uno specifico caso ma costituisce il punto di partenza di una nuova inchiesta volta a scoprire come e perché quella determinata persona sia morta. E infatti a mano a mano che i giornalisti-autori del programma invece di limitarsi a ricostruire semplicemente un quadro incominciavano a sviluppare a loro volta indagini parallele, non divenne raro che si assistesse al riaprirsi di casi archiviati da anni se non da decenni o a vere e proprie svolte investigative, grazie all'emergere di nuove e consistenti piste; significativo in questo senso è stato il caso di Elisabetta Grande e Maria Belmonte, madre e figlia scomparse dal 2004 senza che nessuno le avesse mai cercate per anni, per poi essere ritrovate morte dalle forze dell'ordine nel 2012 in un'intercapedine della loro stessa abitazione, solo a seguito dell'interessamento del programma alla loro scomparsa, sollecitato dai parenti delle due donne.
Un'altra evoluzione del programma è legata al ruolo del pubblico: se prima tutti i casi presentati erano necessariamente legati a una richiesta di aiuto e d'intervento diretto verso i telespettatori (di segnalazioni, di riconoscimento), da anni vengono ormai presentati anche servizi informativi in cui lo spettatore ha un ruolo passivo, in cui assiste a sviluppi sui quali non è tenuto a offrire nessun tipo di contributo (come ad esempio sull'iter di un processo).
Altro elemento di novità introdotto dalla Sciarelli è stata l'introduzione, nella stagione 2009-2010 del programma, del pubblico in studio (fino ad allora infatti nello studio erano presenti solo il conduttore, eventuali ospiti e i vari componenti della redazione che filtrano le telefonate); comunque il pubblico in studio di Chi l'ha visto? è assolutamente differente da quelli di tutte le altre trasmissioni televisive odierne in quanto completamente silenzioso, infatti i componenti non intervengono mai né con applausi né con commenti o altri rumori.

### Approfondimento
Tipico del programma è infatti il seguire nel tempo, anche con il passare degli anni, i casi irrisolti. Ciò, oltre a rappresentare uno dei principali motivi della fidelizzazione del pubblico, dà alla trasmissione un livello di approfondimento che ben poche altre forme di giornalismo riescono a garantire. Casi di particolare complessità sono stati seguiti fin dalle prime edizioni e vengono ciclicamente riproposti, seguendone ogni minimo sviluppo, soppesando nuove ipotesi, evitando la loro caduta nel vuoto, e documentandone tutti gli sviluppi processuali. Tra i casi più emblematici si possono citare quello di Elisa Claps, seguitissimo fin dalla scomparsa della ragazza fino al ritrovamento del cadavere e all'arresto e condanna di Danilo Restivo, oppure quello della famiglia Carretta. Quest'ultimo è forse quello che più indissolubilmente ha legato i suoi sviluppi al fondamentale contributo del programma: dalla scomparsa dell'intera famiglia e i primi appelli dei familiari, al ritrovamento del camper e, anni dopo, del figlio Ferdinando in Inghilterra, fino alla raccolta, in esclusiva, della sua confessione e ammissione del parricidio.

### Altri temi
Oltre agli episodi di scomparsa e dei fatti di cronaca, il programma si occupa occasionalmente, in casi particolari, di altre vicende come i ricongiungimenti familiari (ad esempio i bimbi dati in adozione che cercano i propri genitori naturali, oppure persone che vorrebbero trovare un familiare mai conosciuto), i riconoscimenti (ad esempio di un identikit, o di persone presenti in una foto legata a particolari avvenimenti), i ritrovamenti delle tracce di militari mai tornati dalla guerra, ecc.

### Sigla
La prima sigla, dal titolo omonimo alla trasmissione, è stata composta da Massimiliano Orfei e Massimo Terracini ed è rimasta in uso sino alla quinta edizione. L'attuale sigla Missing (in italiano "scomparso/scomparsa") è stata invece composta da Bruno Carioti e Lamberto Macchi, ed è in uso a partire dalla stagione 1993-1994. A partire dall'edizione 2016-2017 viene proposta con un nuovo arrangiamento.
Entrambe le sigle sono state pubblicate nella raccolta Chi l'ha visto? e le altre... Le sigle del mistero di Raitre nel 2021.
La puntata del 6 febbraio 2019, in onda durante la settimana del Festival di Sanremo, è stata eccezionalmente aperta con una versione speciale della sigla eseguita dall'Orchestra sinfonica della Rai. Mercoledì 5 febbraio 2020, sempre in occasione della settimana del festival della canzone italiana, la storica sigla è stata eseguita in diretta in studio dalla Banda musicale del Corpo di Polizia urbana di Roma Capitale Primo Nucleo di "Guardie di Città". Mercoledì 9 ottobre 2024, in occasione dei 100 anni del servizio pubblico Rai, la sigla viene eseguita dall'Orchestra sinfonica della Rai.

## Episodi controversi
- Il 30 novembre 1998 avviene in diretta televisiva la confessione dell'assassino del Caso Carretta. In un'intervista a Giuseppe Rinaldi, il figlio Ferdinando, latitante a Londra, davanti alle telecamere del programma ammise la responsabilità del triplice omicidio di Parma a nove anni dall'accaduto. Alla domanda "Cosa è successo quella sera del 4 agosto?", egli rispose con voce ferma e senza giri di parole: "Ho impugnato quell'arma da fuoco e ho sparato ai miei genitori e a mio fratello".
- Nella puntata andata in onda il 6 ottobre 2010, in collegamento dalla casa dei Misseri e alla presenza dell'inviata Maria Lucia Monticelli, venne data in diretta la notizia del ritrovamento del cadavere di Sarah Scazzi (la quindicenne scomparsa da Avetrana il precedente 26 agosto e ritrovata senza vita, in seguito alla confessione del suo presunto assassino, proprio mentre era in onda la trasmissione) alla madre in collegamento dalla casa del cognato (che si è rivelato essere il luogo del delitto della giovane). La trasmissione da una parte ha registrato un picco d'ascolti molto alto (con punte di oltre 5 milioni di telespettatori e il 40% di share) ma dall'altra ha ricevuto diverse critiche[9].
- Una simile situazione si verificò il 13 settembre 2017, in un segmento dedicato a Noemi Durini, diciassettenne di Specchia scomparsa una decina di giorni prima. Mentre l'inviata della trasmissione Paola Grauso stava intervistando i genitori di Lucio Marzo, fidanzato della ragazza e indagato per la sua sparizione, diede loro la notizia che il ragazzo aveva confessato di avere ucciso la ragazza e dato indicazioni per reperire il suo corpo[10]. L'episodio suscitò scalpore, poiché il padre di Marzo (che poco prima aveva dichiarato innocente suo figlio e lanciato pesanti accuse contro la famiglia della vittima) in seguito venne indagato per aver aiutato il ragazzo a occultare il cadavere[11]; fu inoltre oggetto di critiche il fatto che la diretta fosse stata interrotta solo al termine della violenta reazione emotiva dei due genitori.

## Edizioni
| Edizione | Inizio            | Fine           | Giorno di messa in onda | Numero puntate | Conduttore            | Conduttore                                                     |
| -------- | ----------------- | -------------- | ----------------------- | -------------- | --------------------- | -------------------------------------------------------------- |
| 1ª       | 30 aprile 1989    | 25 giugno 1989 | domenica                | 9              | Donatella Raffai      | Paolo Guzzanti                                                 |
| 2ª       | 5 novembre 1989   | 29 aprile 1990 | domenica                | 26             | Donatella Raffai      | Luigi Di Majo                                                  |
| 3ª       | 7 ottobre 1990    | 9 giugno 1991  | domenica                | 33             | Donatella Raffai      | Luigi Di Majo                                                  |
| 4ª       | 18 ottobre 1991   | 5 giugno 1992  | venerdì                 | 33             | Alessandra Graziottin | Luigi Di Majo                                                  |
| 5ª       | 19 gennaio 1993   | 1º giugno 1993 | martedì                 | 19             | Donatella Raffai      | Donatella Raffai                                               |
| 6ª       | 5 ottobre 1993    | 26 luglio 1994 | martedì                 | 37             | Donatella Raffai      | Giovanna Milella                                               |
| 7ª       | 18 ottobre 1994   | 25 luglio 1995 | martedì                 | 38             | Giovanna Milella      | Giovanna Milella                                               |
| 8ª       | 3 ottobre 1995    | 28 maggio 1996 | martedì                 | 31             | Giovanna Milella      | Giovanna Milella                                               |
| 9ª       | 1º ottobre 1996   | 27 maggio 1997 | martedì                 | 33             | Giovanna Milella      | Giovanna Milella                                               |
| 10ª      | 30 settembre 1997 | 9 giugno 1998  | martedì                 | 34             | Marcella De Palma     | Marcella De Palma                                              |
| 11ª      | 6 ottobre 1998    | 15 giugno 1999 | martedì                 | 37             | Marcella De Palma     | Marcella De Palma                                              |
| 12ª      | 28 settembre 1999 | 24 luglio 2000 | lunedì/martedì          | 35             | Marcella De Palma     | Pino Rinaldi, Tiziana Panella, Fiore De Rienzo, Filomena Rorro |
| 13ª      | 26 settembre 2000 | 2 luglio 2001  | lunedì/martedì          | 34             | Daniela Poggi         | Daniela Poggi                                                  |
| 14ª      | 25 settembre 2001 | 29 luglio 2002 | lunedì/martedì          | 43             | Daniela Poggi         | Daniela Poggi                                                  |
| 15ª      | 23 settembre 2002 | 28 luglio 2003 | lunedì                  | 42             | Daniela Poggi         | Daniela Poggi                                                  |
| 16ª      | 26 settembre 2003 | 19 luglio 2004 | lunedì/venerdì          | 39             | Daniela Poggi         | Daniela Poggi                                                  |
| 17ª      | 13 settembre 2004 | 18 luglio 2005 | lunedì                  | 41             | Federica Sciarelli    | Federica Sciarelli                                             |
| 18ª      | 12 settembre 2005 | 17 luglio 2006 | lunedì                  | 43             | Federica Sciarelli    | Federica Sciarelli                                             |
| 19ª      | 11 settembre 2006 | 16 luglio 2007 | lunedì                  | 45             | Federica Sciarelli    | Federica Sciarelli                                             |
| 20ª      | 17 settembre 2007 | 14 luglio 2008 | lunedì                  | 44             | Federica Sciarelli    | Federica Sciarelli                                             |
| 21ª      | 8 settembre 2008  | 15 luglio 2009 | lunedì/mercoledì        | 45             | Federica Sciarelli    | Federica Sciarelli                                             |
| 22ª      | 7 settembre 2009  | 12 luglio 2010 | lunedì                  | 45             | Federica Sciarelli    | Federica Sciarelli                                             |
| 23ª      | 15 settembre 2010 | 13 luglio 2011 | mercoledì               | 44             | Federica Sciarelli    | Federica Sciarelli                                             |
| 24ª      | 14 settembre 2011 | 4 luglio 2012  | mercoledì               | 43             | Federica Sciarelli    | Federica Sciarelli                                             |
| 25ª      | 12 settembre 2012 | 10 luglio 2013 | mercoledì               | 44             | Federica Sciarelli    | Federica Sciarelli                                             |
| 26ª      | 11 settembre 2013 | 9 luglio 2014  | mercoledì               | 44             | Federica Sciarelli    | Federica Sciarelli                                             |
| 27ª      | 10 settembre 2014 | 8 luglio 2015  | mercoledì               | 44             | Federica Sciarelli    | Federica Sciarelli                                             |
| 28ª      | 9 settembre 2015  | 6 luglio 2016  | mercoledì               | 44             | Federica Sciarelli    | Federica Sciarelli                                             |
| 29ª      | 14 settembre 2016 | 28 giugno 2017 | mercoledì               | 42             | Federica Sciarelli    | Federica Sciarelli                                             |
| 30ª      | 13 settembre 2017 | 11 luglio 2018 | mercoledì               | 44             | Federica Sciarelli    | Federica Sciarelli                                             |
| 31ª      | 12 settembre 2018 | 10 luglio 2019 | mercoledì               | 44             | Federica Sciarelli    | Federica Sciarelli                                             |
| 32ª      | 11 settembre 2019 | 29 luglio 2020 | mercoledì               | 43             | Federica Sciarelli    | Federica Sciarelli                                             |
| 33ª      | 9 settembre 2020  | 7 luglio 2021  | mercoledì               | 43             | Federica Sciarelli    | Federica Sciarelli                                             |
| 34ª      | 8 settembre 2021  | 6 luglio 2022  | mercoledì               | 41             | Federica Sciarelli    | Federica Sciarelli                                             |
| 35ª      | 14 settembre 2022 | 5 luglio 2023  | mercoledì               | 41             | Federica Sciarelli    | Federica Sciarelli                                             |
| 36ª      | 13 settembre 2023 | 10 luglio 2024 | mercoledì               | 40             | Federica Sciarelli    | Federica Sciarelli                                             |
| 37ª      | 11 settembre 2024 | 9 luglio 2025  | mercoledì               | 41             | Federica Sciarelli    | Federica Sciarelli                                             |

## Spin-off

### Chi l'ha visto?(edizione quotidiana)
Dal 14 giugno al 30 giugno 1989 viene sperimentata sempre su Rai 3 una versione quotidiana nella quale Donatella Raffai aggiorna gli spettatori sull'evoluzione dei casi trattati durante la puntata trasmessa in prima serata e lancia nuovi appelli per la ricerca di persone scomparse. La trasmissione va in onda nella prima settimana dal mercoledì al sabato alle 19.45, e prosegue per altre due settimane dal martedì al venerdì alle 20.15.
| Edizione | Inizio         | Fine           | Giorno di messa in onda | Numero puntate | Conduttore       | Conduttore |
| -------- | -------------- | -------------- | ----------------------- | -------------- | ---------------- | ---------- |
| 1ª       | 14 giugno 1989 | 30 giugno 1989 | dal martedì al sabato   | 11             | Donatella Raffai |            |

### Chi l'ha visto?(ministorie)
Dal 1º luglio al 2 agosto 1991 viene realizzata una versione quotidiana in onda su Rai 3 dalle 20.20 alle 20.30 nella quale viene proposto senza conduzione in studio un ciclo di ministorie legate a casi nuovi o già trattati dal programma.
| Edizione | Inizio         | Fine          | Giorno di messa in onda | Numero puntate | Conduttore   | Conduttore |
| -------- | -------------- | ------------- | ----------------------- | -------------- | ------------ | ---------- |
| 1ª       | 1º luglio 1991 | 2 agosto 1991 | dal lunedì al venerdì   | 22             | non presente |            |

### Chi l'ha visto? - Indagine
Nell'autunno del 1995 oltre alla versione classica della trasmissione, in onda su Rai 3 nella prima serata del martedì, che affronta come di consueto i casi di scomparsa, viene realizzato al lunedì sera un ciclo di 12 puntate dal titolo Chi l'ha visto? - Indagine, incentrato su fatti di cronaca nera e misteri rimasti irrisolti. Anche in questo spin off uno spazio importante è dato al rapporto diretto col pubblico che può intervenire in trasmissione per contribuire alla risoluzione dei casi trattati.
| Edizione | Inizio         | Fine             | Giorno di messa in onda | Numero puntate | Conduttore       | Conduttore |
| -------- | -------------- | ---------------- | ----------------------- | -------------- | ---------------- | ---------- |
| 1ª       | 2 ottobre 1995 | 18 dicembre 1995 | lunedì                  | 12             | Giovanna Milella |            |

### Chi l'ha visto? - Incredibili Storie
Nell'autunno del 2007 alla domenica in prima serata viene realizzato uno spin off dal titolo Chi l'ha visto? - Incredibili Storie. La trasmissione, in onda su Rai 3 dal 2 al 23 settembre 2007 con la conduzione di Federica Sciarelli, ripropone con l'ausilio di racconti filmati alcune delle più sorprendenti vicende che la trasmissione si è trovata ad affrontare nel corso delle varie edizioni.
| Edizione | Inizio           | Fine              | Giorno di messa in onda | Numero puntate | Conduttore         | Conduttore |
| -------- | ---------------- | ----------------- | ----------------------- | -------------- | ------------------ | ---------- |
| 1ª       | 2 settembre 2007 | 23 settembre 2007 | domenica                | 4              | Federica Sciarelli |            |

### Chi l'ha visto? - Le Storie
La trasmissione, curata e condotta da Giuseppe Rinaldi, è incentrata sull'analisi dei casi storici trattati in trasmissione va in onda su Rai 3 per 6 puntate in prima serata al mercoledì nell'estate del 2014. Successivamente viene proposta in terza serata in coda alla trasmissione madre nell'intera stagione 2014-2015, e in prima serata per 8 puntate, sempre al mercoledì, nell'estate del 2015.
| Edizione | Inizio            | Fine             | Giorno di messa in onda | Numero puntate | Conduttore       | Conduttore |
| -------- | ----------------- | ---------------- | ----------------------- | -------------- | ---------------- | ---------- |
| 1ª       | 16 luglio 2014    | 20 agosto 2014   | mercoledì               | 6              | Giuseppe Rinaldi |            |
| 2ª       | 10 settembre 2014 | 8 luglio 2015    | mercoledì               | 44             | Giuseppe Rinaldi |            |
| 3ª       | 15 luglio 2015    | 2 settembre 2015 | mercoledì               | 8              | Giuseppe Rinaldi |            |

### Chi l'ha visto? 12:25eChi l'ha visto? 11:30
Dal 2016 al 2019 vengono realizzate 3 edizioni quotidiane in onda su Rai 3 dal lunedì al venerdì alle 12:25 (stagione 2016-2017) e successivamente alle 11:30 (stagioni 2017-2018 e 2018-2019). La trasmissione, della durata di circa venti minuti, è condotta a rotazione dagli inviati e redattori della trasmissione e propone appelli urgenti e sviluppi di casi già trattati nell'appuntamento di prima serata. Per lanciare il programma, le prime settimane della prima edizione vedono alla guida Federica Sciarelli.
| Edizione | Inizio            | Fine          | Giorno di messa in onda | Numero puntate | Conduttore                                                    | Conduttore |
| -------- | ----------------- | ------------- | ----------------------- | -------------- | ------------------------------------------------------------- | ---------- |
| 1ª       | 12 settembre 2016 | 9 giugno 2017 | dal lunedì al venerdì   | ND             | Federica Sciarelli con inviati e redattori della trasmissione |            |
| 2ª       | 11 settembre 2017 | 8 giugno 2018 | dal lunedì al venerdì   | ND             | Federica Sciarelli con inviati e redattori della trasmissione |            |
| 3ª       | 10 settembre 2018 | 7 giugno 2019 | dal lunedì al venerdì   | ND             | Federica Sciarelli con inviati e redattori della trasmissione |            |

## Speciale Chi l'ha visto?
La prima edizione di Speciale Chi l'ha visto? va in onda in versione quotidiana dal 28 novembre al 26 dicembre 1989 alle 19.45 su Rai 3 e vede Donatella Raffai informare il pubblico sugli sviluppi dei casi trattati nel corso della puntata serale in onda la domenica. La versione quotidiana, trasmessa dal martedì al venerdì, viene sospesa dopo appena un mese e riprende in versione settimanale mercoledì 9 gennaio 1990 e in pianta stabile al venerdì dal 26 gennaio al 27 aprile 1990. La terza edizione va in onda dal 26 ottobre 1990 al 26 aprile 1991 sempre nella collocazione del venerdì con la riconfermata conduzione della Raffai per un totale di 24 appuntamenti. A distanza di 4 anni il programma torna con un quarto ciclo in onda per 5 venerdì in seconda serata con la conduzione di Giovanna Milella. La quinta edizione va in onda nell'estate del 2016 al mercoledì in prima serata ed è composta da 4 appuntamenti strutturati con filmati di lunga durata e dal taglio più cinematografico. Le 4 puntate sono curate dagli inviati Liviana Greoli (caso Marco Vannini), Paola Grauso e Nicola Endimioni (caso Isabella Noventa), Francesco Paolo Del Re (caso Maria Imparato) e Giuseppe Rinaldi e Dean Buletti (delitto Pier Paolo Pasolini). La sesta edizione, in onda per 5 settimane dal 5 luglio al 2 agosto 2017 in prima serata, è condotta da Federica Sciarelli e ripropone con l'aiuto degli inviati dei programmi alcuni casi recenti ma anche storici trattati dal programma nel corso degli anni. La settima edizione va in onda in prima serata il 18 e 25 luglio 2018 ed è dedicata ai casi ancora irrisolti della stagione. La costruzione delle due puntate è affidata a Goffredo De Pascale e prevede sedici brevi racconti in giallo (otto per ogni puntata) per focalizzare i punti salienti del fatto di cronaca e gli aggiornamenti sulle indagini in corso. L'ottava edizione va in onda in due puntate il 17 e 24 luglio 2019 in prima serata ed è curata per il secondo anno dal giornalista Goffredo De Pascale.
| Edizione | Inizio           | Fine             | Giorno di messa in onda | Fascia oraria     | Numero puntate | Conduttore         | Conduttore |
| -------- | ---------------- | ---------------- | ----------------------- | ----------------- | -------------- | ------------------ | ---------- |
| 1ª       | 28 novembre 1989 | 26 dicembre 1989 | dal martedì al venerdì  | access prime time | 11             | Donatella Raffai   |            |
| 2ª       | 9 gennaio 1990   | 27 aprile 1990   | venerdì                 | prima serata      | 15             | Donatella Raffai   |            |
| 3ª       | 26 ottobre 1990  | 26 aprile 1991   | venerdì                 | prima serata      | 24             | Donatella Raffai   |            |
| 4ª       | 16 giugno 1995   | 21 luglio 1995   | venerdì                 | seconda serata    | 5              | Giovanna Milella   |            |
| 5ª       | 13 luglio 2016   | 3 agosto 2016    | mercoledì               | prima serata      | 4              | non presente       |            |
| 6ª       | 5 luglio 2017    | 2 agosto 2017    | mercoledì               | prima serata      | 5              | Federica Sciarelli |            |
| 7ª       | 18 luglio 2018   | 25 luglio 2018   | mercoledì               | prima serata      | 2              | non presente       |            |
| 8ª       | 17 luglio 2019   | 24 luglio 2019   | mercoledì               | prima serata      | 2              | non presente       |            |

## Puntate speciali
| Titolo                                                                                  | Tema/caso trattato | Giorno di messa in onda | Fascia oraria  | Conduttore                 |
| --------------------------------------------------------------------------------------- | --- | ----------------------- | -------------- | -------------------------- |
| Speciale Chi l'ha visto? - Il caso Murru                                                | Puntata in cui si analizzano i nuovi sviluppi sul caso di Roberto Murru, trovato morto sui monti vicino Livorno. | 12 febbraio 1995        | prima serata   | Giovanna Milella           |
| Speciale Chi l'ha visto? - Il giallo del Quadraro                                       | Puntata dedicata al giallo del Quadraro ed in particolare alla condanna di Elvino e Mario Gargiulo, padre e figlio, colpevoli di aver assassinato e occultato il corpo della bambina Valentina Paladini e quello di sua nonna Luigina Giumento.                                                                                | 14 aprile 1997          | prima serata   | Giovanna Milella           |
| Speciale Chi l'ha visto? - Il giallo delle donne di Torino                              | Puntata incentrata sul mistero delle otto donne scomparse a Torino nei primi anni 90. Tutti casi rimasti irrisolti con inquietanti punti in comune. | 21 dicembre 1998        | prima serata   | Marcella De Palma          |
| Speciale Chi l'ha visto? - Donne senza mimose                                           | Due appuntamenti dedicati a casi di donne vittime di violenza femminicida. | 1° e 8 marzo 1999       | prima serata   | Marcella De Palma          |
| Speciale Chi l'ha visto? - Il Questore di Fiume                                         | Puntata speciale in onda il giorno di Pasqua dedicata alla straordinaria figura di Giovanni Palatucci, uno Schindler italiano, che prima come responsabile dell'Ufficio Stranieri e poi come Questore dal 1939 al 1944 riuscì a salvare la vita di oltre 5000 ebrei.                                                           | 23 aprile 2000          | seconda serata | a cura di Giuseppe Rinaldi |
| Speciale Chi l'ha visto? - Alla ricerca del segreto                                     | Puntata speciale nella quale vengono documentate storie di persone che cercano la loro origine attraverso vicende che mescolano l'itinerario della grande storia con quello delle storie personali. | 25 marzo 2002           | prima serata   | Daniela Poggi              |
| Speciale Chi l'ha visto? - Il caso Yara Gambirasio                                      | Puntata dedicata all'arresto del presunto assassino di Yara Gambirasio. | 16 giugno 2014          | prima serata   | Federica Sciarelli         |
| Speciale Chi l'ha visto?- Il caso Loris Stival                                          | Puntata dedicata al rapimento e uccisione di Loris Stival, il bambino siciliano di otto anni trovato senza vita a Santa Croce Camerina in provincia di Ragusa. | 1º dicembre 2014        | prima serata   | Federica Sciarelli         |
| Speciale Chi l'ha visto?                                                                | Puntata dedicata alle due complesse storie di cronaca ampiamente trattate durante la stagione 2014-2015: quella della piccola Yara Gambirasio, scomparsa da Brembate di Sopra il 26 novembre 2010 e ritrovata per caso tre mesi dopo in un campo di Chignolo d'Isola, e quella della mamma di Costigliole d'Asti, Elena Ceste. | 9 luglio 2015           | prima serata   | Federica Sciarelli         |
| Speciale Chi l'ha visto? - Uccidete Ilaria Alpi e Miran Hrovatin: Chi ha dato l'ordine? | Puntata realizzata in occasione del 25º anniversario della morte della giornalista Ilaria Alpi e dell'operatore Miran Hrovatin. | 21 marzo 2019           | prima serata   | Federica Sciarelli         |
| Speciale Chi l'ha visto? - Coronavirus                                                  | Puntata interamente dedicata all'emergenza Coronavirus. | 13 marzo 2020           | prima serata   | Federica Sciarelli         |
| Speciale Chi l'ha visto? - Il silenzio della giustizia                                  | Puntata speciale in occasione dell'anniversario della morte di Ilaria Alpi e Miran Hrovatin. | 20 marzo 2020           | seconda serata | Lidia Galeazzo             |
| Speciale Chi l'ha visto? - Cosa è successo a Gioele?                                    | Puntata dedicata alla scomparsa del piccolo Gioele Mondello, avvenuta in Sicilia il 3 agosto dello stesso anno. | 18 agosto 2020          | prima serata   | Federica Sciarelli         |
| Speciale Chi l'ha visto? - La scomparsa di Federica Farinella                           | Puntata interamente dedicata alla scomparsa e alla morte di Federica Farinella. | 14 luglio 2021          | prima serata   | Federica Sciarelli         |
| Speciale Chi l'ha visto? - La scomparsa di Federico Caffè                               | Puntata speciale dedicata alla storica scomparsa dell'economista Federico Caffè, avvenuta a Roma nell'aprile del 1987. | 13 luglio 2022          | prima serata   | Federica Sciarelli         |
| Speciale Chi l'ha visto? - Iran: donna, vita, libertà                                   | Puntata speciale incentrata sulle vicende della Repubblica Islamica dell'Iran, dopo la morte di Mahsa Amini, attraverso le proteste di donne, uomini e anche atleti. Durante la serata viene inoltre realizzata un'intervista esclusiva a Farah Diba, ultima imperatrice dell'Iran.                                            | 9 dicembre 2022         | seconda serata | Federica Sciarelli         |
| Speciale Chi l'ha visto? - Il mistero di Emanuela Orlandi                               | Puntata dedicata al caso di scomparsa di Emanuela Orlandi. | 12 luglio 2023          | prima serata   | Federica Sciarelli         |

## Riconoscimenti
- 1990: Telegatto nella categoria Trasmissione di utilità sociale[senza fonte]
- 1990: Premio Regia Televisiva nella categoria Trasmissione dell'anno[senza fonte]
- 1991: Telegatto nella categoria Premio TV utile[senza fonte]
- 1999: Telegatto nella categoria Premio TV utile[senza fonte]
- 2011: Premio Regia Televisiva nella categoria Top Ten[senza fonte]
- 2012: Premio Criminologia.it[80]

## Libri legati al programma
- Donatella Raffai, Chi l'ha visto?, (1990) Eri edizioni Rai.
- Donatella Raffai, Scomparsi, (1991) Rizzoli.
- Federica Sciarelli e Giuseppe Rinaldi, Tre bravi ragazzi. Gli assassini del Circeo, i retroscena di un'inchiesta lunga 30 anni, (2006) Rizzoli.
- Federica Sciarelli e Antonio Mancini, Con il sangue agli occhi. Un boss della banda della Magliana si racconta, (2007) Rizzoli.
- Federica Sciarelli e Emmanuele Agostini, Il mostro innocente. La verità su Girolimoni condannato dalla cronaca e dalla storia, (2010) Rizzoli.
- Federica Sciarelli e Gildo Claps, Per Elisa. Il caso Claps: 18 anni di depistaggi, silenzi e omissioni, (2010) Rizzoli.
- AA.VV., Storie di Chi l'ha visto?, (2011) Eri edizioni Rai.
- Federica Sciarelli con Ercole Rocchetti, Veronica Briganti, Marina Borrometi, Trappole d'Amore - Storie di truffe romantiche, (2020) Rai Libri